# Castello di Belfast
Il castello di Belfast si trova sulle pendici di Cavehill, Belfast, Irlanda del Nord in una posizione sopraelevata di 120 metri (400 piedi) sul livello del mare. Dalla sua posizione si ha una vista su tutta Belfast e Belfast Lough.

## Storia
Il castello originale, costruito alla fine del dodicesimo secolo dai Normanni, si trova in città, fiancheggiato dalla moderna High Street, Castle Place e Donegall Place che costituiscono l'attuale centro della città di Belfast. Era la casa di Sir Arthur Chichester, barone di Belfast, fu bruciato nel 1708, lasciando solo le strade a segnare il posto. Piuttosto che ricostruirlo nel sito originale, i Chichesters decisero di costruire una nuova residenza nella periferia della città, il castello di Belfast ne è il risultato. L'edificio attuale è stato costruito tra il 1862 e il 1870 da George Chester. Fu progettato in stile baronale scozzese da Charles Lanyon e dal figlio, dello studio di architettura Lanyon, Lynn and Lanyon. Dopo la morte di Donegall e la fine finanziaria della famiglia, l'ottavo conte di Shaftesbury completò la casa.
Fu il figlio, il IX conte di Shaftesbury, a regalare il castello alla Città di Belfast nel 1934. Nel 1978, il Belfast City Council iniziò una ristrutturazione importante che sarebbe durata dieci anni a un costo di oltre due milioni di sterline, per opera degli architetti associati Hewitt e Haslam. L'edificio fu ufficialmente riaperto al pubblico l'11 novembre 1988.
Il castello vanta un negozio di antiquariato, un centro visitatori e un ristorante ed è un luogo popolare per conferenze, cene private e ricevimenti di nozze.